# Margaret Edwards
Margaret Edwards   (Londres, 28 de març de 1939) és una nedadora anglesa ja retirada, especialista en esquena, que va competir durant les dècades de 1950 i 1960.
El 1956 va prendre part en els Jocs Olímpics d'Estiu de Melbourne, on guanyà la medalla de bronze en els 100 metres esquena del programa de natació, rere Judy Grinham i Carin Cone.
En el seu palmarès també destaquen una medalla de plata en els 100 metres esquena del Campionat d'Europa de natació de 1958. i una d'or i una de plata als Jocs de l'Imperi Britànic i de la Comunitat de 1958. Guanyà el Campionat Britànics de l'ASA d'esquena de 1959 i 1961.